# وين ريني
وين ريني (بالإنجليزية: Wayne Rainey)‏ هو متسابق دراجات نارية أمريكي سابق فاز ببطولة سباق الجائزة الكبرى للدراجات النارية. نافس في سباقات بطولة العالم لفئة 500 سي سي ولفئة 250 سي سي ولفئة 50 سي سي.

## البطولات
- سباق الجائزة الكبرى للدراجات النارية 1990
- سباق الجائزة الكبرى للدراجات النارية 1991
- سباق الجائزة الكبرى للدراجات النارية 1992

## روابط خارجية
- وين ريني على موقع IMDb (الإنجليزية)
- وين ريني على موقع قاعدة بيانات الفيلم (الإنجليزية)
- وين ريني على موقع MotoGP.com (الإنجليزية)